# Мордгейзен
Мордгейзен (нід. Moordhuizen) — селище в нідерландській провінції Гелдерланд. Входить до муніципалітету Вест-Мас-ен-Вал.
Наеселений пункт уперше згадується 1791 року під назвою Morthuisen, що буквально перекладається як будинки вбивці.
у селищі розташована насосна станція та паром Літ-Алфен через річку Маас.

## Галерея

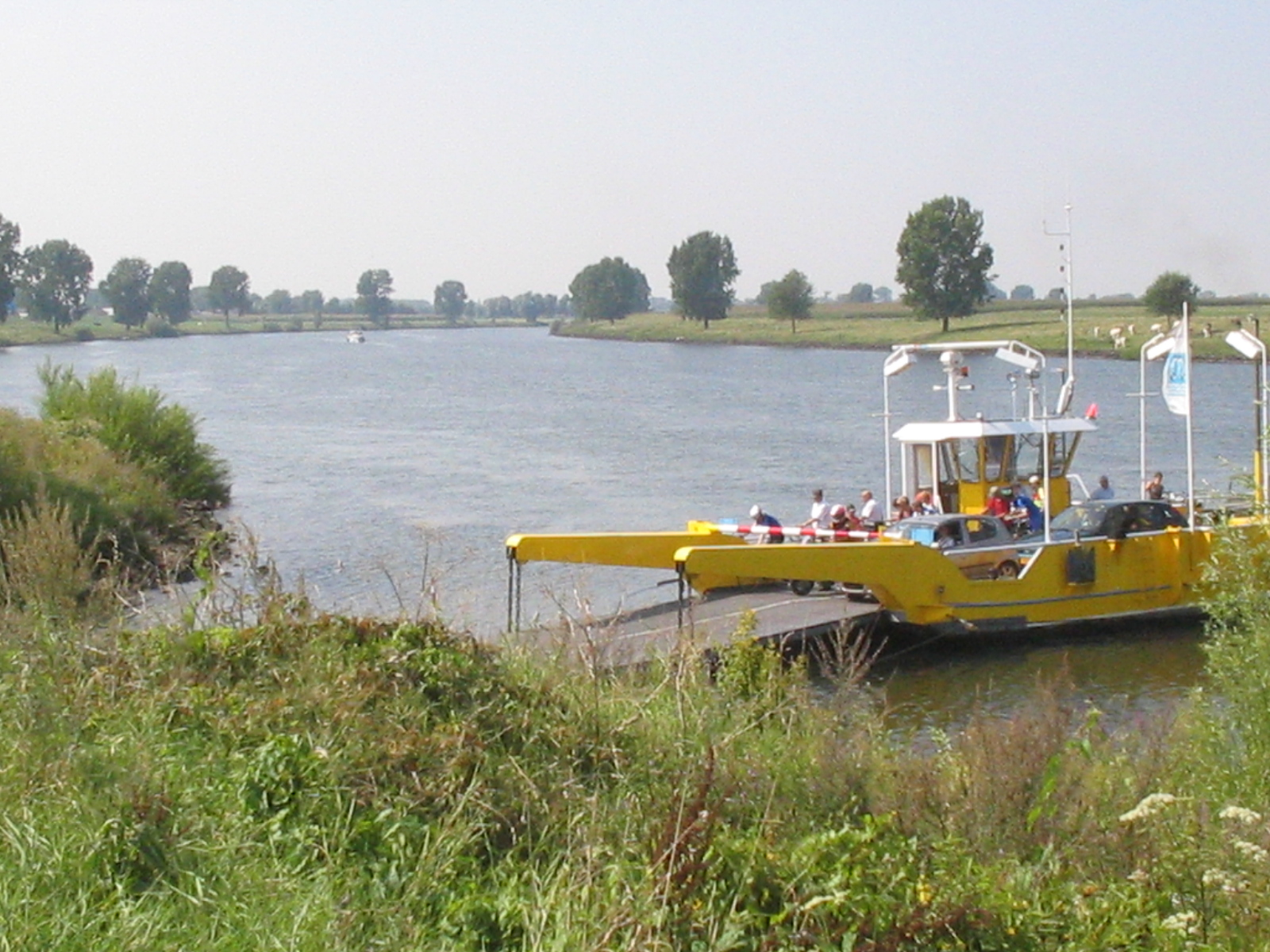
Паром Літ-Алфен
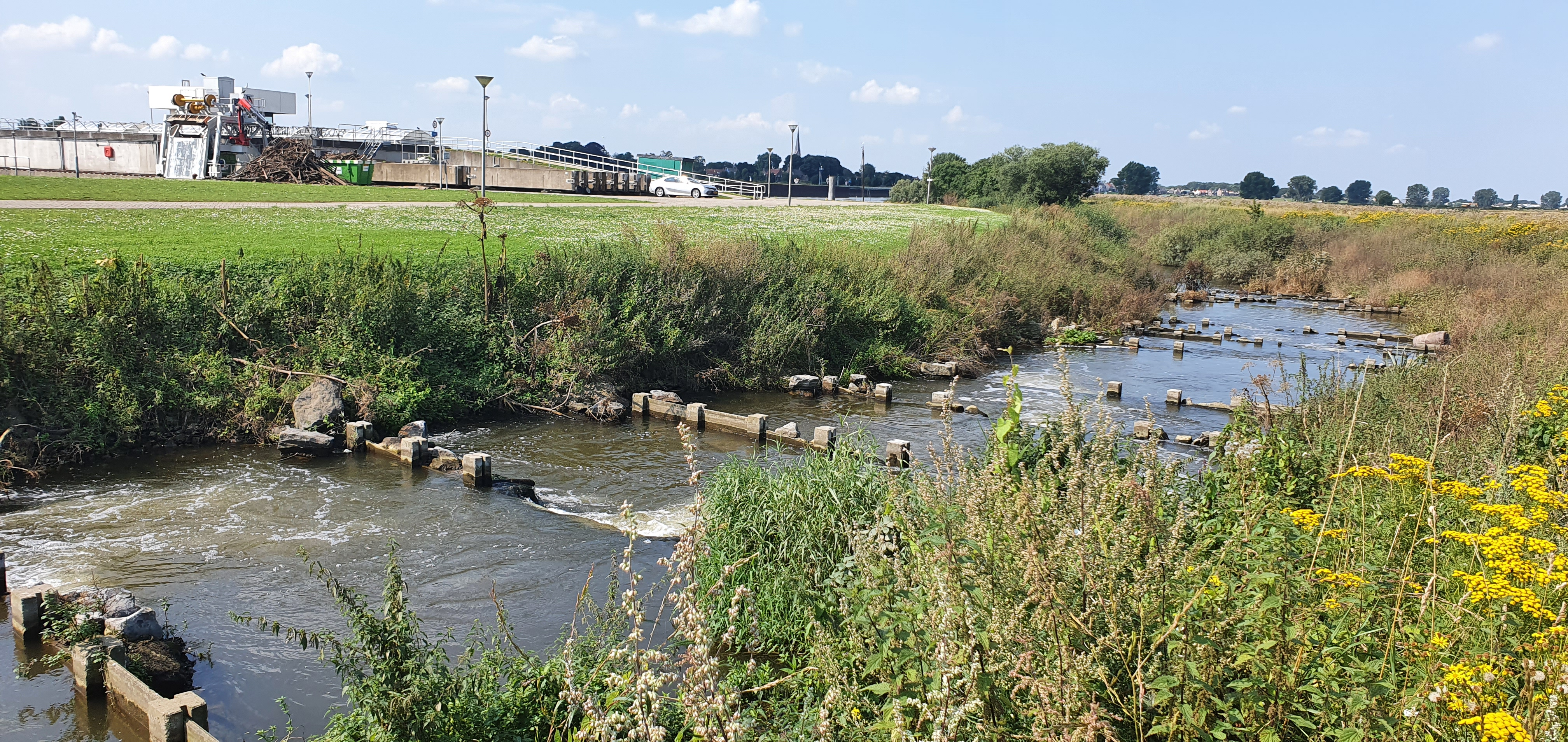